# Samhah
Pour les articles homonymes, voir Samaha.
Samhah est une île habitée de l'archipel de Socotra située  en mer d'Arabie au débouché du golfe d'Aden. 
L'île est située au sud-ouest de l'île de Socotra. Sa superficie est de 40 km², elle est ainsi la plus petite des trois îles habitées de l'archipel. Elle est rattachée au Gouvernorat de Socotra (Yémen).
Elle est située à 17 km de l'île voisine Darsah.